# Orlando Gibbons
Orlando Gibbons (getauft am 25. Dezember 1583 in Oxford; † 5. Juni 1625 in Canterbury) war ein englischer Komponist, Organist und Virginalist.

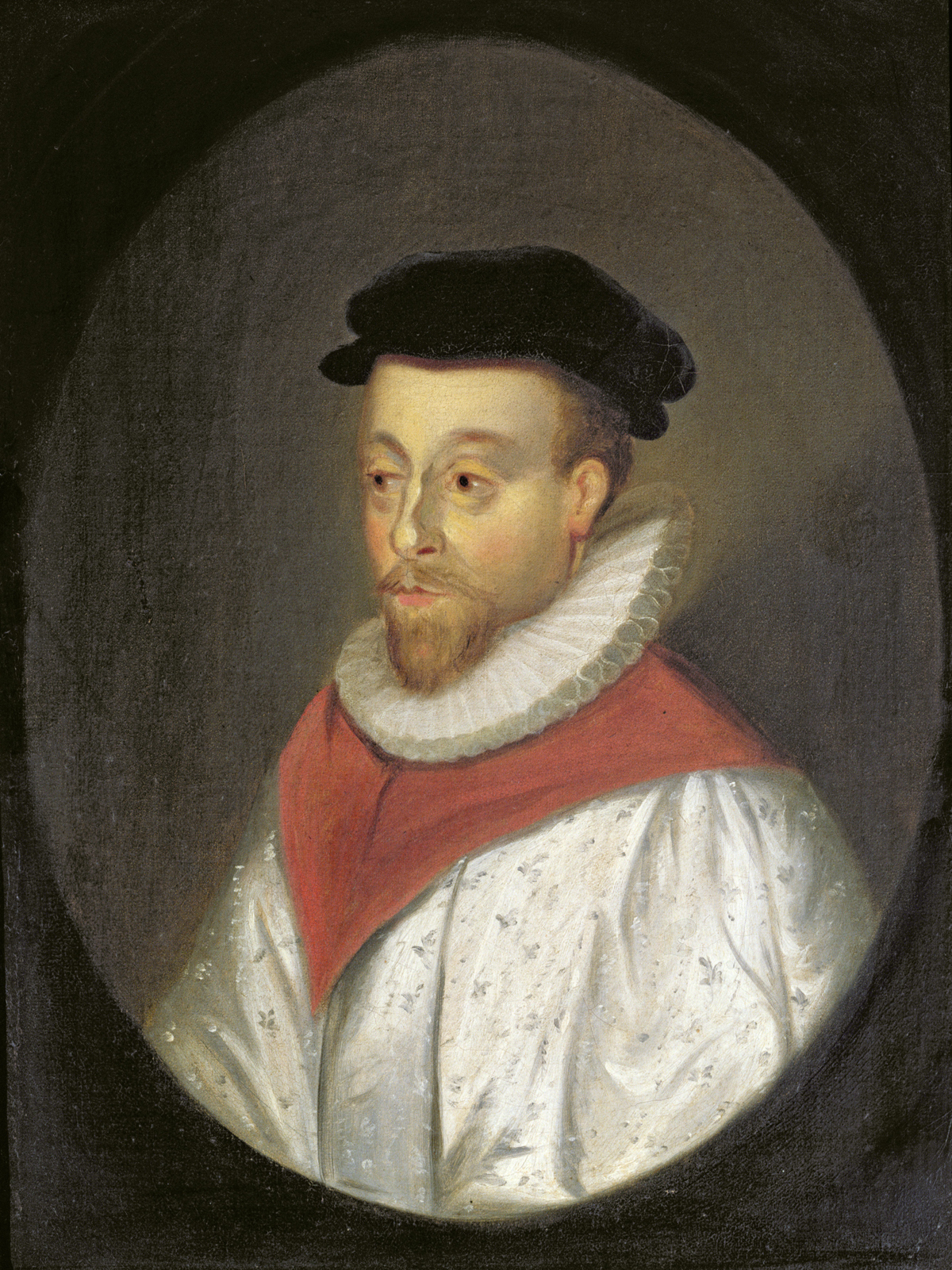
Orlando Gibbons

## Leben
Orlando Gibbons entstammt einer Musikerfamilie, sein Vater William (um 1540–1595), seine Brüder Edward (1568–1650) und Ellis Gibbons (1573–1603) sowie sein Sohn Christopher sind noch heute bekannte Komponisten. Orlando Gibbons war in der Zeit von 1590 bis 1599 Sänger am King’s College in Cambridge. Im Jahr 1614 wurde er Organist in der Kapelle des neuen Königs Jakob I. und blieb dort bis zu seinem Tod. 1623 erhielt er den Grad eines Doctor of Music in Cambridge, ein Jahr später übernahm er das Amt des Organisten an der Westminster Abbey in London.
Orlando Gibbons gehört zu den bedeutendsten englischen Komponisten des 17. Jahrhunderts. Zu seiner Zeit wurde er vor allem als ausübender Musiker gefeiert, seinen Nachruhm verdankt er hauptsächlich seinen Anthems und Services. Von seinen weltlichen Werken verdient neben The Cries of London vor allem das Madrigal The Silver Swan Erwähnung.

## Instrumentalwerke
Fantasie à 2, VdGS Nr. 3 für zwei Violen da gamba (um 1620)
Fantasie à 3, VdGS Nr. 3 für Gamben-Consort (1620)
In Nomine à 4 für Gamben-Consort und Violone (um 1610)
Fantasie à 3, VdGS Nr. 3 für Gamben-Consort und Violone (um 1630)
Neben kirchlichen und weltlichen Vokalkompositionen und Claviermusik wurde Gibbons vor allem auch durch seine Werke für Gambenconsort berühmt – insgesamt sind 42 Werke überliefert, in Band 48 der Musica Britannica veröffentlicht und mit Nummern versehen:
- MB 1–6: Sechs Fantasien für zwei Diskantgamben.
- MB 7–15: Fantasies of Three Parts: Sammlung aus vier Trios für Diskant-, Alt- und Bassgambe und fünf Trios für zwei Diskant- und eine Bassgambe, wohl mit Orgel. Gedruckt 1621 und 1648.
- MB 16–22: Fantasies with the Great Dooble Bass: Sieben Trios für Diskant-, Bass- und Kontrabassgambe, wahrscheinlich mit Orgel (die letzten drei werden heute jedoch eher John Coprario zugeschrieben).
- MB 23: Galliarde für Diskant-, Bass- und Kontrabassgambe.
- MB 24–25: Zwei Fantasies für vier Gamben (Diskant, Alt, Bass und Kontrabass).
- MB 26: In Nomines für zwei Treble-, eine Alt- und eine Bassgambe
- MB 27–29: Drei In Nomines für fünf Gamben
- MB 30: Unvollständig überlieferte Pavane, wohl für fünf Gamben
- MB 31–39: Neun Fantasien für sechs Gamben
- MB 40: Variationen über das populäre Volkslied Go from my Window
- MB 41–42: Pavane und Galliarde für sechs Gamben

Die Fantasien schreiten trotz ihres stetig fließenden Charakters, der noch der Renaissance entstammt, neue Wege mit dem Wechsel von Polyphonie und homophonen oder toccatenartigen Abschnitten in unterschiedlichem Takt oder Tempo.

## Media
- The Silver Swanⓘ/?